# پرت اند ویتنی جی‌تی۸دی
پرت اند ویتنی جی‌تی۸دی (به انگلیسی: Pratt & Whitney JT8D) یک موتور هواگرد ساخت شرکت پرت اند ویتنی در کشور ایالات متحده آمریکا است. 